# Rádzsa
A rádzsá (राजा, a szanszkrit राजन् alanyesete) a latin rex (birtokos esete: reg-is) 'király' szóval rokon. A közös indoeurópai tő a *h₃reǵ uralkodik, ural volt. A szanszkrit ragyogó jelentése már másodlagos értelmezés. Az indoárja törzsfő, fejedelem, később az uralkodó neve Indiában. Női változata a rání (रानी).
A bráhmanikus korban, az időszámításunk előtti 1. évezred elején ún. „rádzsaságok” alakultak Észak-Indiában. A rádzsákat kezdetben választották, a tisztség később öröklődött. A nagyobb államok megjelenésével megjelent a mahárádzsa (nagy király) cím. A hindu dinasztiák bukását követően egyes rádzsák a muszlim szultánok, illetve mogul császárok szolgálatába léptek, majd a címet örökölte a brit gyarmati uralmat kiszolgáló vazallus államok számos uralkodócsaládja is (mahárádzsák).
Indiában a rádzsának különböző formái vannak, amelyek családnévként ma is hétköznapiak a volt földesúri osztály körében: राणा ráná, राव ráó, रावल rával, रावत rávat (névként angol írásmóddal Rana, Rao, Raol, Rawal, Rawat).